# Kałyniwka (rejon bachmucki)
Kałyniwka (ukr. Калинівка) – osiedle na Ukrainie, w obwodzie donieckim, w rejonie bachmuckim, w hromadzie Czasiw Jar. W 2001 liczyło 681 mieszkańców.